# Dadburzmihir
Dadburzmihir (mort en 740/741), également nommé Dadhburzmihir ou Dāḏmehr, est yispahbadh du Tabaristan, membre de la dynastie dabwaïhide. Il succède à son père Farrukhan-i Bozorg en 728 et règne douze ans jusqu'à sa mort en 740/741. Âgé de seulement six ans à sa mort, son fils Khurshid lui succède, sous la régence de son frère Farrukhan-i Kuchak.